# 表面重力
表面重力（ひょうめんじゅうりょく、英: surface gravity）g は、天体やその他の物体の表面で体験する重力加速度を意味する。表面重力は、物体表面近傍のテスト粒子が受ける重力加速度と見なせる。このテスト粒子は、物体に対する相互作用が無視できるほど小さな質量の粒子であることが仮定される。
表面重力は加速度の次元を持ち、国際単位系における単位はメートル毎秒毎秒である。また、天体の表面重力は地球の標準重力加速度 g = 9.80665 m/s2 の倍数としても表現されることがある。天体物理学では、重力加速度のcgs 単位系における値の 10 を底とする対数 log10 g として表面重力を表すことがある。重力の作用は物体の質量によらず等しく、重力を受ける物体の質量が 1 kg であろうと 1 g であろうと変わらないため、1 m/s2 = 100 cm/s2 と単位換算すれば、地球の表面重力の cgs 単位系における値は 980.665 cm/s2 となる。また log10 g の値は 2.992 となる。
白色矮星の表面重力は非常に強く、中性子星の表面重力はさらに強い。中性子星は密度が高く半径の小さい天体であるため、その表面重力の大きさは 7×1012 m/s2 にも達し、典型的にも 1×1012 m/s2 程度のオーダーになる（この値は、地球の表面重力の 1011 倍である）。中性子星が非常に大きな重力を持つという観測事実から、中性子星の脱出速度は 100000 km/s 程度（光速度のおよそ 1/3）の大きさであることが示される。

## 質量および半径との関係
| 名称                        | 表面重力         |
| --------------------------- | ---------------- |
| 太陽                        | 28.02            |
| 水星                        | 0.38             |
| 金星                        | 0.91             |
| 地球                        | 1.00（標準重力） |
| 月                          | 0.165            |
| 火星                        | 0.378            |
| フォボス (Phobos)           | 0.0005814        |
| ダイモス (Deimos)           | 0.000306         |
| ケレス (Ceres)              | 0.0275           |
| 木星                        | 2.53             |
| イオ (Io)                   | 0.183            |
| エウロパ (Europa)           | 0.134            |
| ガニメデ (Ganymede)         | 0.15             |
| カリスト (Callisto)         | 0.126            |
| 土星                        | 1.07             |
| タイタン (Titan)            | 0.14             |
| エンケラドゥス (Enceladus)  | 0.0113           |
| 天王星                      | 0.89             |
| 海王星                      | 1.14             |
| トリトン (Triton)           | 0.0797           |
| 冥王星                      | 0.067            |
| エリス (Eris)               | 0.0677           |
| P67 (Churyumov–Gerasimenko) | 0.000017         |

ニュートンの重力理論によれば、物体に及ぼされる万有引力（以降では単に重力と呼ぶ）の大きさはその物体の質量に比例する。つまり、ある物体の質量を 2 倍にすると、その物体に及ぼされる重力の強さも 2 倍になる。また、ニュートンの重力は逆2乗の法則にも従い、遠く離れた天体から物体に及ぼされる重力の強さは、物体と天体の距離の逆 2 乗に比例する（言い換えれば距離の2 乗に反比例する）。例えば、物体と天体の距離を 2 倍に離すと、天体から及ぼされる重力は 1/4 となり、距離が 10 倍になれば重力の強さは 1/100 となる。同様の法則は光の強度についても成り立ち、点光源から出る光の強さは、点光源との距離の逆 2 乗に比例して小さくなっていく。
通常、惑星や恒星のような大きな物体は、静力学平衡（すべての表面上の点が同じ量の重力ポテンシャルを持つ）となるように、ほとんど球形になる。静力学平衡形へ向かうメカニズムはスケールによって異なる。小さなスケールでは、高地が侵食され、侵食された部分が低地へと堆積することによって平衡形へ向かう。大きなスケールでは、惑星や恒星そのものが変形することによって平衡形へ向かう。この静力学平衡へと向かう作用から、自転の速度が比較的小さな多くの天体の形は、ほとんど球形であると考えることができる。しかし、巨大な質量を持った若い星については、その赤道上の自転速度が非常に大きく、200 km/s かそれ以上に達するため、例外的に大きな赤道バルジ（赤道部分の膨らみ）を持つ。そのような高速回転星（英: rapidly rotating star）として、アケルナルやアルタイル、レグルスA、ベガが知られている。

### 球対称な天体の場合
大きな天体の多くはほとんど球形と見なせるという事実から、それらの表面重力を容易に計算することができる。ニュートンが示したように、球対称な物体の外側でその物体が及ぼす重力は、その物体の質量が重心に集中した場合に及ぼされる重力に一致する（つまり球対称な物体を同質量を持つ質点に置き換えることができる）。従って天体の表面重力は、天体の大きさや形状を無視できる遠距離での重力と同じく、近似的に逆 2 乗の法則に従うと考えられる。天体の表面重力の大きさは近似的に、その天体の質量が定まっているなら半径の 2 乗に反比例し、平均密度が定まっているなら半径に比例する。
例えば、2007年に発見された惑星グリーゼ581cは、少なくとも地球の 5 倍の質量を持つが、その表面重力は 5 倍を持っているとは考えられない。もしグリーゼ581cが我々が想定するように地球の 5 倍程度の質量しか持たず、また巨大な鉄の核を持つ岩石惑星であるならば、グリーゼ581cの半径は地球に比べて 50% ほど大きくなければならない。そのような惑星の表面における重力の強さは、おおよそ地球の 2.2 倍となるはずである。その惑星が氷や水に富んだ惑星であるならば、惑星の半径は地球の 2 倍程度の大きさとなるはずであるが、そのような惑星の表面重力は地球の重力の 1.25 倍程度にしかならない。
表面重力と天体の質量および半径の間には以下の関係が成り立つ。
{\displaystyle g=mr^{-2}.}
この関係から先に述べた表面重力と質量の比例関係と、表面重力と半径の逆 2 乗の比例関係の両方を示すことができる。ここで g は地球に対する表面重力の比、m は地球に対する質量の比、r は地球に対する平均半径の比である。なお、地球の質量は 5.976×1024 kg、平均半径は 6.371×103 km である。また、地球の表面重力が標準重力加速度に一致する必要性はない。
例えば、火星の質量は 6.4185×1023 kg = 0.1074 地球質量であり、平均半径は 3.390×103 km = 0.5321 地球半径である。従って、火星の表面重力は
{\displaystyle {\frac {0.1074}{0.5321^{2}}}=0.379}
より地球の 0.379 倍と近似することができる。
地球を基準にせず、天体の表面重力を直接求めることもできる。ニュートンの万有引力の法則より、球対称な天体の表面重力 g は
{\displaystyle g=Gmr^{-2}}
となる。m は天体の質量、r は天体の平均半径、G は万有引力定数である。天体の平均密度を ρ = m/V によって表せば、天体の体積 V は球の体積の公式 V = 4π/3r3 から求まるため、上記の関係は密度 ρ を用いて以下のように書き換えられる。
{\displaystyle g={{\frac {4\pi }{3}}G\rho r}}
この関係から、平均密度を一定に保つ場合、表面重力 g は平均半径 r に比例することが分かる。たとえば、主な構成物質の似た天体同士の表面重力をそれらの半径について比較した場合、上記の比例関係が成り立つと期待できる。
重力は距離の 2 乗に反比例するので、地球から 100 km ほど離れた宇宙ステーションにおいても、重力の強さは地球表面の 5 % ほどしか小さくならず、地球の重力は地球表面とほぼ同じように感じられる。宇宙ステーションで地球へ物が落ちない理由はそこに重力がないからではなく、宇宙ステーションが自由落下軌道（英: free-fall orbit）にあるからである。自由落下軌道上の宇宙ステーションから見ると、地球重力を相殺するように慣性力が働くため、見掛け上は重力がなくなったかのように思えるのである。

### 球対称でない天体の場合
現実の天体の多くは球対称性を持っているとは言えない。その理由のひとつとして、天体の自転によって生じる遠心力の作用が挙げられる。自転する天体の平衡形は重力と遠心力の合わさった作用によって決まり、また重力と違い自転による遠心力ポテンシャルは球対称ではないため、結果的に天体は球対称な形をとらない。自転によって生じる遠心力は恒星や惑星を扁平させる。この扁平は、赤道上の表面重力は極における表面重力よりも小さくなっていることを意味する。この赤道と極で表面重力が異なる現象は、ハル・クレメントのSF小説『重力への挑戦/重力の使命』(Mission of Gravity) の題材となった。『重力への挑戦/重力の使命』では、極での重力が赤道上に比べて極端に強い、高速で自転する巨大質量の惑星が舞台となっている。
天体内部の質量分布が対称とは見なせない場合でも、表面重力を測定することで天体の内部構造を推測することができる。この事実を利用して、1915–1916年にエトヴェシュ・ロラーンドのねじれ秤を使った石油の採掘調査がスロバキアのエグベル（現在のグベリ）近郊で行われた。1924年にも、ねじれ秤を使ってテキサスのナッシュドーム油田 (Nash Dome oil fields) が発見されている。
自然界に見られないような単純な構造の物体について、その表面重力を計算してみることはしばしば有用である。たとえば無限大の平面、管、直線、中空の球体、錐体やそのほかの人工的な構造を調べることで、現実の構造物の特徴的な振る舞いに対する洞察を得られることがある。これは、惑星表面の細かな構造や非対称性を無視して球対称なモデルを扱うことに似ている。

## ブラックホールの表面重力
一般相対性理論の領域では、ニュートン力学の範囲で考えられていたような加速度の概念は成り立たない。ブラックホールは一般相対論の枠組みで取り扱わなければならない天体であり、ニュートン力学での取り扱いのように、天体表面近傍でテスト粒子が感じる加速度としては表面重力を定義することができない。この理由は、ブラックホールの事象の地平面においてテスト粒子に加わる加速度が、相対論では無限大となるからである。このため、裸の加速度ではなくくりこまれた値が用いられる。この方法で定められた加速度は、その非相対論的極限においてニュートン的な加速度に対応する。一般には表面重力として、局所固有加速度（事象の地平面で発散する）に重力赤方偏移因子（事象の地平面で 0 となる）をかけたものが用いられる。天体の周りの重力場がシュヴァルツシルト解で表されるような場合には、この定義はすべての 0 でない座標の動径成分 r と天体の質量 M に対して数学的によい振る舞いをする。
ブラックホールの表面重力を説明する際に、ニュートン的な表面重力と似た振る舞いをする概念を定義することができるが、しかしそれらは同じものではない。事実、一般のブラックホールに対して振る舞いのよい表面重力の定義はない。しかしながら、事象の地平面がキリング地平面 (Killing horizon) であるようなブラックホールに対しては、表面重力を定義することができる。
静的なキリング地平面の表面重力 κ は無限遠点における加速度であり、この表面重力には物体をキリング地平面に留める働きがある。ka を適当に正規化されたキリングベクトルとすると、表面重力は以下のキリング地平面における方程式により定義される。
{\displaystyle k^{a}\nabla _{a}k^{b}=\kappa k^{b}.}
静的で漸近平坦な時空について、r → ∞ で kaka → −1 となり、また κ ≥ 0 となるようにキリングベクトルの正規化を行わなければならない。シュヴァルツシルト解については、表面重力は、ka を時間推進キリングベクトル
{\displaystyle k^{a}\partial _{a}={\frac {\partial }{\partial t}}}
にとればよく、より一般的なカー・ニューマン解については、時間推進キリングベクトルと軸対称キリングベクトルの、キリング地平面でヌルとなる線形結合
{\displaystyle k^{a}\partial _{a}={\frac {\partial }{\partial t}}+\Omega {\frac {\partial }{\partial \phi }}}
を選ぶ。ここで Ω は角速度である。

### シュヴァルツシルト解
ka はキリングベクトルであり、
{\displaystyle k^{a}\nabla _{a}k^{b}=\kappa k^{b}}
は
{\displaystyle -k^{a}\nabla ^{b}k_{a}=\kappa k^{b}}
を意味する。{\displaystyle (t,r,\theta ,\phi )} 座標では、{\displaystyle k^{a}=(1,0,0,0)} である。先進エディントン・フィンケルシュタイン座標
{\displaystyle v=t+r+2M\ln |r-2M|}
へ座標変換を行うことでシュヴァルツシルト計量を以下の形に書き換えることができる。
{\displaystyle ds^{2}=-\left(1-{\frac {2M}{r}}\right)dv^{2}+2dvdr+r^{2}(d\theta ^{2}+\sin ^{2}\theta d\phi ^{2}).}
一般座標変換の下では、キリングベクトルは、{\displaystyle k^{v}=A_{t}^{v}k^{t}} と変換され、ベクトル {\displaystyle k^{a'}=(1,0,0,0)} を {\displaystyle k_{a'}=\left(-1+{\frac {2M}{r}},1,0,0\right)} として与える。
{\displaystyle k^{a}\nabla _{a}k^{b}=\kappa k^{b}}
について b = v 成分を考えると、以下の微分方程式が得られる。
{\displaystyle -{\frac {1}{2}}{\frac {\partial }{\partial r}}\left(-1+{\frac {2M}{r}}\right)=\kappa .}
従って、質量 M のシュヴァルツシルト解に対する表面重力は、
{\displaystyle \kappa ={\frac {1}{4M}}}
である。

### カー・ニューマン解
カー・ニューマン解の表面重力は、
{\displaystyle \kappa ={\frac {r_{+}-r_{-}}{2(r_{+}^{2}+a^{2})}}={\frac {\sqrt {M^{2}-Q^{2}-J^{2}/M^{2}}}{2M^{2}-Q^{2}+2M{\sqrt {M^{2}-Q^{2}-J^{2}/M^{2}}}}}}
である。ここで Q は電荷、J は角運動量である。また
{\displaystyle r_{\pm }:=M\pm {\sqrt {M^{2}-Q^{2}-J^{2}/M^{2}}}}
を 2 つの地平面の位置とし、a ≔ J/M とする。

### 力学的ブラックホール
定常的ブラックホールの表面重力は、well-definedである。なぜならば、定常的ブラックホールはすべて、キリングであるような地平線を持っているからである。
最近、時空がキリングベクトル場ではなく、力学的ブラックホールに表面重力を定義する方向へのシフトが存在することがわかった。いくつかの定義が多くの学者により長年かけて提案されている。
現在のところ、正しいと考えられている定義の共通認識や議論は存在しない。